# Germanes de Sant Domènec de Cracòvia
La Congregació de Germanes de Sant Domènec de Cracòvia (oficialment en llatí Sorores Ordinis Sancti Dominici in Polonia) és una congregació catòlica femenina de vida apostòlica i de dret pontifici, fundada per la religiosa polonesa Róża Kolumba Białecka a Wielowieś el 1861. A les religioses d'aquest institut se'ls coneix també com Germanes de Sant Domènec o simplement dominiques de Cracòvia.

## Història

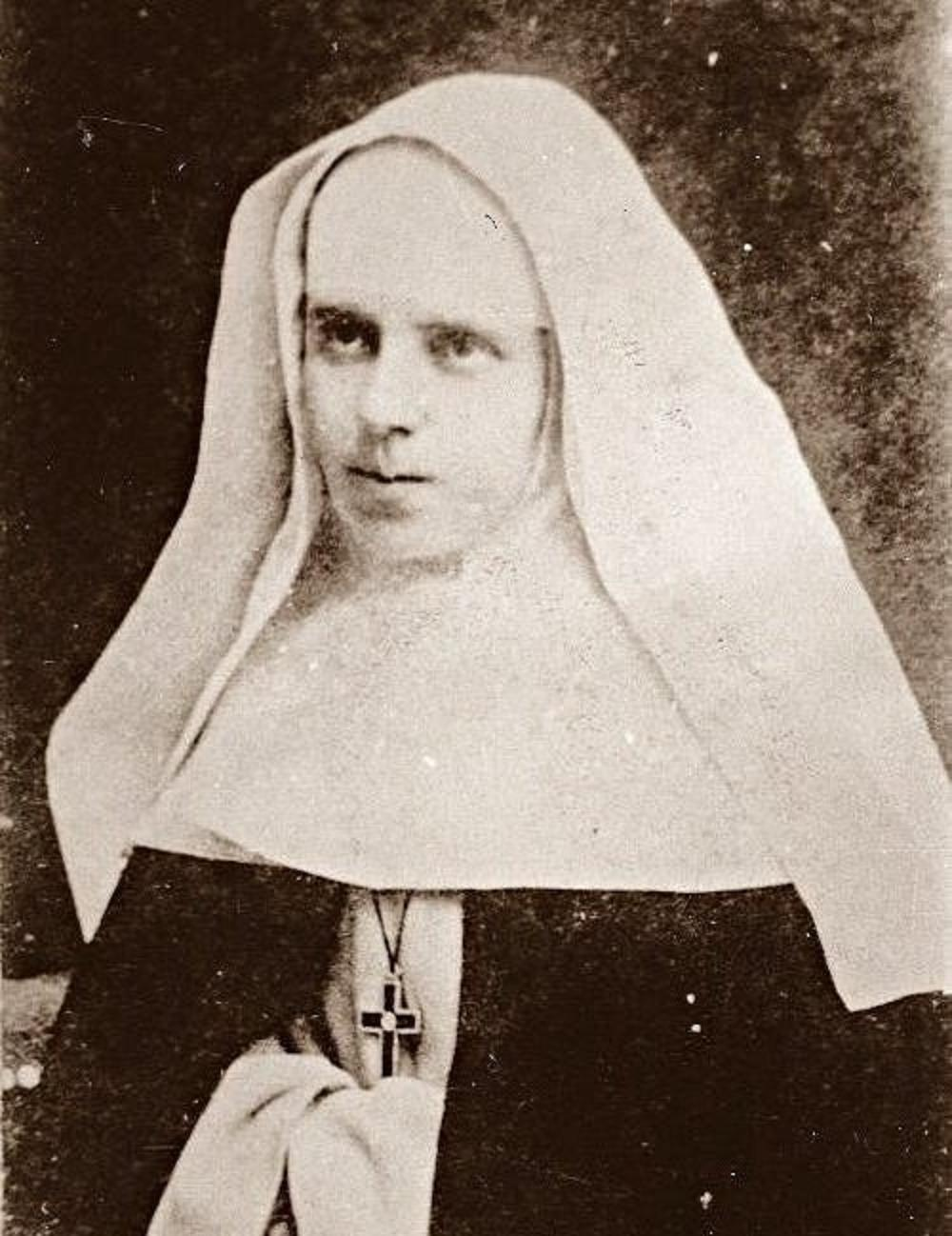
Róża Kolumba Białecka (1838-1887), fundadora de la congregació, és considerada venerable a l'Església Catòlica.

Quan Róża Kolumba Białecka, una terciària dominica polonesa, el 1856 va conèixer Vincent Jandel, Mestre General de l'Orde de Predicadors, va decidir per inspiració seva donar inici a una nova congregació de terciàries regulars dominiques a Polònia. D'aquesta manera Białecka, juntament amb un grupet de dones, varen obrir la primera casa el 1861 a Wielowieś. El 1867 van rebre l'aprovació per part d'Antoni Józef Manastyrski, bisbe de Przemyśl, com congregació religiosa de dret diocesà.
Les religioses foren afegides a l'Orde de Predicadors el 1885 i van obtenir l'aprovació pontifícia mitjançant decretum laudis el 21 de març de 1885 pel Papa Lleó XIII.